# Joinville-le-Pont

Joinville-le-Pont en la Petite Couronne.

 Joinville-le-Pont  es una comuna y población de Francia, en la región de Isla de Francia, departamento de Valle del Marne, en el distrito de Nogent-sur-Marne. La comuna conforma por sí misma el cantón homónimo.
Su población municipal en 2007 era de 17 303 habitantes.
No está integrada en ninguna communauté d'agglomération u organismo similar.

## Demografía
| 409 | 433 | 420 | 418 | 729 | 611 | 997 | 851 | 1 207 | 1 751 | 2 086 | 2 380 | 2 901 | 3 364 | 3 778 | 4 324 | 5 016 | 6 016 | 7 009 | 8 349 | 9 936 | 12 031 | 13 425 | 14 151 | 13 612 | 15 657 | 17 797 | 17 467 | 17 608 | 16 934 | 16 657 | 17 117 | 17 303 |
| Para los censos de 1962 a 1999 la población legal corresponde a la población sin duplicidades (Fuente: INSEE [Consultar]) |     |     |     |     |     |     |     |       |       |       |       |       |       |       |       |       |       |       |       |       |        |        |        |        |        |        |        |        |        |        |        |        |